# Авреол
Авреол (Aureolus; † 268 г. в Милано) е през 260 г. узурпатор и командир на конницата на римския на император Галиен. Той е един от Тридесетте тирани.
Авреол е дак от нисш произход. През 260 г. побеждава при Мурса на Долна Драва узурпатора Инген, който се провъзглася за анти-император в Панония. Авреол е назначен от Галиен за командир на новообразуваната самостоятелна конна войска, разположена в Медиоланум. В тази войска са най-добрите хора от конните контингенти на легионите и помощните войски.
През 261 г. Авреол побеждава в Битката при Сердика двамата Макриани (узурпаторите Макриан Старши и син му Макриан Младши) при техния поход към Рим. През 265 г. придружава Галиен в неговия поход срещу Imperium Galliarum, (Галска империя), където действа предателски срещу Галиен. Скоро той се сдобрява отново с императора. През 268 г. получава задачата да пази сигурността на Горна Италия, а Галиен отива в Македония, за да се бие с нахлулите там готи и херули. Авреол сменя отново позицията си и сече монети за узурпатор Постум, който не марширува обаче към Италия.
Галиен се връща скоро след победа над нахлулите племена и побеждава Авреол в битка при Медиоланум. Авреол се отдръпва в града. По време на обсадата на града Галиен е убит от предателски военачалници. Авреол се предава на новия император Клавдий Готски, но е убит от императорските войници.